# Boixos Nois
Els Boixos Nois (BBNN) són un grup radical de suport al Futbol Club Barcelona fundat el 1981. La Comissió Estatal contra la Violència els declarà grup radical violent en 2019, prohibint-ne l'exhibició de simbologia en els camps de futbol.

## Simbolisme del logotip
El logotip consta d'una circumferència exterior blanca amb un bulldog al centre. A la banda esquerra de la rotllana s'hi troba una senyera catalana i a la banda dreta la bandera del Barça. A la part superior s'hi troba el nom de la banda, Boixos Nois, mentre que a la part inferior s'hi troba el nom del club, FC Barcelona.

## Característiques
El grup s'identifica amb la ideologia política d'extrema dreta, i també hi ha neonazis anomenats Casuals. De tall espanyolista, s'ha mostrat antiindependentista.

## Els inicis
Originalment, estaven situats a la graderia del "Gol Sud" del Camp Nou. Després del desastre de Heysel, el 1986, van mostrar el seu suport als causants de l'allau humana, i la directiva els va traslladar temporalment a la tercera graderia, des d'on llançaven objectes, escopinades i brossa al públic assistent de la graderia inferior, la qual cosa provocà la queixa dels afectats davant el club. Poc després apareixen nous dirigents que van imposar la consigna llibertat d'acció fora de l'estadi, però res a dins, i van tornar al gol sud. Comença a funcionar la "trama econòmica" de l'organització, amb distribució de material neonazi.
La seva radicalització va començar el 1991, i els seus membres han estat sovint involucrats en nombrosos episodis de violència, essent el més greu el que va posar fi a la vida del ciutadà francès seguidor del RCD Espanyol, François Rouquier i ferides greus a un altre jove després del partit que va enfrontar l'Espanyol i l'Sporting de Gijón al gener del 1991, quatre membres del Boixos Nois, entre ells José Antonio Romero Ors, van ésser condemnats per aquest assassinat a l'abril del 1994, però també han estat embolicats en pallisses a immigrants i okupes, tràfic de drogues o extorsió.
La temporada 91/92 es crea una nova secció dels "Boixos Nois" anomenada "Casuals F.C.B." (nom anglès creat en honor dels hooligans que van provocar la catàstrofe de Heysel). El seu modus operandi consistia a acudir als estadis sense símbols barcelonistes amb l'objectiu d'agredir a altres afeccionats sense ésser reconeguts.

## Pèrdua d'influència, simbologia nazi i crim organitzat
La temporada 95-96 es constitueixen com a penya barcelonista, però de la mateixa manera que d'altres grups de hooligans, els Boixos Nois van comptar amb el suport del club fins que aquesta constant de violència contra altres aficions i altres aficionats del Barça va propiciar la segona meitat de la dècada de 1990 un distanciament cada vegada més gran de membres del grup, que van abandonar-lo, i foren traslladats a la graderia "Gol Nord".
Els Casuals, presumptament liderats per Ricardo Mateo Lucho, van enfocar la seva activitat al crim organitzat durant la dècada de 1990 i la dècada de 2000 dedicant-se a la seguretat de clubs nocturns, tràfic de drogues i robatoris a narcotraficants, pallisses i apunyalaments per encàrrec, entre d'altres. El 20 de desembre de 1997, el club va guardar un minut de silenci per la mort del dirigent dels Boixos Nois Sergio Soto, que tenia antecedents penals i Joan Gaspart, vicepresident del club va baixar al gol nord des de la llotja per donar personalment el condol al grup, i diversos socis de la tercera graderia van cridar "Fora nazis del Camp Nou" i els boixos van agredir, en represàlia, els integrants de Sang Culé.
La directiva de Joan Laporta va aplicar una política de tolerància zero, especialment després de l'episodi del 22 d'agost del 2003 en el qual seguidors dels Boixos Nois van llançar bengales al camp i, posteriorment, apallissaren dos magrebins en un dels bars de l'estadi. Entre altres fou condemnat Efrén Simón Suárez, president i jugador del club Bada Bing integrat per casuals que en 2009 van donar una pallissa amb motivacions racistes a un equip format per jugadors argentins.
L'any 2005 se'ls denegà oficialment l'entrada a l'estadi, i van intentar agredir al president Joan Laporta, el 2008 llençaren bengales contra els aficionats del RCD Espanyol a l'Estadi Olímpic Lluís Companys, i en 2010 Sandro Rosell durant la precampanya a la XII eleccions a la presidència del Futbol Club Barcelona va acordar amb, entre d'altres, Josep Lluís Sureda, històric líder dels Boixos Nois el retorn del grup a l'estadi. El mateix 2010, 14 membres dels casuals, entre ells els caps Ricardo Mateo i Antonio Torn foren acusats de tràfic de drogues, extorsions i pallisses, En 2013 fou assassinat a ganivetades en un local de motards de Mataró un testimoni protegit del cas contra els Casuals.
Els Casuals van ser desarticulats en 2018 acusats d'entrar 10 tones de cocaïna en 10 anys pel port de Barcelona. El 2018, quan es considerava que uns 100 boixos nois i 50 cachorros, els seus membres més joves, entraven habitualment a l'estadi, van ressorgir amb força com a problema d'ordre públic dins i fora del Camp Nou, tant a Barcelona com en els desplaçaments, i la Comissió Estatal contra la Violència els va declarar grup radical violent en 2019, prohibint-ne l'exhibició de simbologia en els camps de futbol, i a finals de 2021 es van detenir 14 persones, a les que van trobar 10 armes de foc, moltes armes blanques, un quilo de cocaïna, més de 5.000 plantes de marihuana i 42 quilos de cabdells, a més d'altres drogues, i banderes i iconografia nazi, amb esvàstiques, imatges d'Adolf Hitler i eslògans que l'elogien, i se'ls va acusar d'explotació sexual. El grup, vinculat amb Hells Angels, el grup neonazi Último Bastión i Hooligans Vallès estava dirigit pels neonazis Ivan Chicano Ballestar, Dídac González Llobet i també contava entre els seus membres amb Francisco Pérez García, Sergi Verdaguer Corral, José Amador Valverde Ruiz, Antonio Pozo Segura i Genís Vila Pujol.

## Seccions
Els Boixos Nois tenen o han tingut moltes seccions diverses de hooligans de molts llocs diferents, de Catalunya i de fora de Catalunya, les quals configuren la totalitat de la penya radical. A més a més, n'hi ha algunes que editen els seus propis fanzines, que fan de premsa local de les seccions i informen de l'actualitat dels Boixos Nois. Les llista següent és de les 64 seccions que hi ha i hi ha hagut dins els Boixos Nois, l'any de fundació i els fanzines que han publicat:
| Boixos Nois (1981, fanzine "Boixos Nois" (1988), "Bulldog" (1993), "Dempeus" (1996) i "La Nord") - Secció Alcohòlica - Secció Baix Empordà - Secció Baix Llobregat - Secció Berguedà - Secció Castelldefels - Secció Centre (1986, fanzine "Marru") - Secció Eixample - Secció Esplugues - Secció Gràcia-Guinardó (1991, fanzine "Gol Sud") - Secció La Bisbal (fanzine "Boixos La Bisbal") - Secció Mataró (1986) - Secció Molins - Secció Mollet - Secció Ordes Catalanes - Secció Osona (1989, fanzine "La sardana mecànica") - Secció Pirineus (1997) - Secció Ripollès - Secció Roa - Secció Rubí - Secció Sabadell - Secció Sant Boi (1989 - 1993, fanzine "Gent Culé") - Secció Sant Celoni (1994, fanzine "La sardana mecànica") - Secció Santaco (1998, fanzine "Every Go!") - Secció Sarrià (1990, fanzine "Secc. Sarrià") - Secció Selvatges (1997) - Secció Super Boixos (1984) - Secció Vallès - Secció Vic (1997, fanzine "Boixos Vic") - Secció Vilafranca - Secció Tarraco (1993) - Secció Terra Ferma - Combat FCB - Komando Flippers (1989, fanzine "Supporters Catalans") - Skins Catalans (fanzine "Skins Catalans") - Vella Guàrdia | - Secció Illes (fanzine "Boixos Illes") - Secció Mallorca - Secció País Valencià (1990, fanzine "FCB News" i "Agulló '93") - Secció Vinaròs - Secció Aragó (1996) - Secció Astúries - Secció Burgos - Secció Canàries - Secció Cantàbria - Secció Conca - Secció Euskadi - Secció Extremadura - Secció Galiza - Secció Granada - Secció Las Palmas - Secció León (1995) - Secció Màlaga - Secció Navarra (1992, fanzine "Sección Navarra") - Secció Saragossa - Secció Sud (1987) - Secció Sud II - Secció Valladolid (fanzine "Hooligans FCB") - Comando Puta Xixon - Secció Alemanya - Secció EUA - Secció Itàlia (1994) - Secció Suïssa |